# Săvinești, Neamț
Săvinești este satul de reședință al comunei cu același nume din județul Neamț, Moldova, România.
Amplasare: este situată in depresiunea Cracau-Bistrita, pe valea Bistritei; zona de luncă; se compune din satul Săvinești și satul Dumbrava Deal; distanța până la Piatra Neamț 12 km;
3 km oraș Roznov, 3 km Dumbrava Roșie;

## Etimologie
După legende orale locale denumirea localității ar proveni de la un anume Savin și de la urmașii acestuia, fapt care însă nu este recunoscut documentar. Prima atestare documentară a localității este cea de la 6 ianuarie 1411 în care satul apare cu denumirea de Sobolești și apoi cea din 11 iulie 1428 în care este denumit Sobolea și care aparținea de Mănăstirea Bistrița. 
Prima menționare a actualei denumiri este de la 4 martie 1797, când domnitorul Alexandru Calimachi poruncește ispravnicilor de Neamț să cerceteze plângerea egumenului de la Mănăstirea Bistrița împotriva locuitorilor satului Săvinești. 
 Acest articol despre o localitate din județul Neamț este deocamdată un ciot. Puteți ajuta Wikipedia prin completarea lui.